# Gregory La Cava

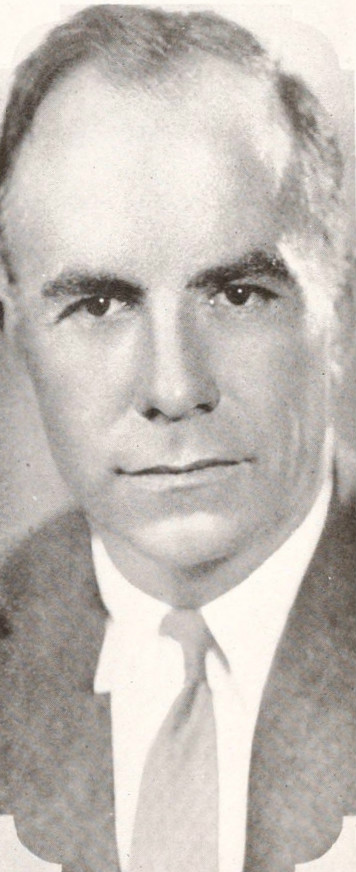
Gregory La Cava (1926)

Gregory La Cava (* 10. März 1892 in Towanda, Pennsylvania; † 1. März 1952 in Malibu, Kalifornien) war ein US-amerikanischer Filmregisseur, Filmproduzent und Cartoonist.

## Karriere
Gregory La Cava war der Sohn eines italienischstämmigen Schuhmachers. Er absolvierte ein Kunststudium an dem Art Institute of Chicago sowie an der Art Students League of New York, danach arbeitete er mehrere Jahre als freier Künstler. Mitte der 1910er-Jahre begann über Umwege sein Einstieg ins Filmgeschäft als Cartoonist an Trickfilmen. Er zeichnete u. a. für Trickfilme von Walter Lantz, so bei The Katzenjammer Kids und Mutt and Jeff. Später arbeitete er als Filmeditor für die Hearst Comic Film International, dem Trickfilmstudio des Tycoons William Randolph Hearst. 1916 wurde er erstmals selbst als Regisseur eines Trickfilms im Vorspann genannt.
Anfang der 1920er-Jahre zog La Cava nach Hollywood, das sich inzwischen zum Zentrum der amerikanischen Filmindustrie etabliert hatte, und wechselte vom Trickfilm zum Realfilm. Er inszenierte zunächst Kurzfilm-Komödien, schaffte aber dann den Sprung zum abendfüllenden Spielfilm und drehte bereits während der Stummfilmzeit mit bekannten Stars wie Bebe Daniels, Richard Dix und W. C. Fields. Der Anbruch des Tonfilmes gegen Ende der 1920er-Jahre beflügelte seine Karriere noch und er galt bald als Komödienspezialist.
1933 lieferte er mit Gabriel Over the With House eine teilweise bizarre Politiksatire, die von Roosevelt-Anhängern wie Hearst finanziert wurde, aber heute vor allem noch wegen der positiven Darstellung eines totalitaristisch handelnden US-Präsidenten bekannt ist. Im folgenden Jahr drehte La Cava mit Alles liebt, alles lügt den ersten großen Film, den Darryl F. Zanuck für seine neue Produktionsgesellschaft 20th Century produzierte; außerdem arbeitete er bei der romantischen Komödie What Every Woman Knows mit der Schauspielerin Helen Hayes zusammen.
1936 drehte La Cava sein heute wahrscheinlich noch bekanntestes Werk, den Komödienklassiker Mein Mann Godfrey mit Carole Lombard und William Powell. Die Screwball-Komödie, eine Satire auf das Leben der Reichen während der Great Depression, fuhr sechs Oscar-Nominierungen ein. Im Jahr darauf wurde die stagnierende Karriere von Katharine Hepburn durch La Cavas Filmdrama Bühneneingang neu belebt, und es gelang ihm hierdurch, auf Hepburns komödiantisches Talent aufmerksam zu machen. Mit Ginger Rogers, die in Stage Door die zweite Hauptrolle spielte, drehte er noch zwei weitere Filme: die thematisch an Mein Mann Godrey erinnernde Komödie Fifth Avenue Girl aus dem Jahr 1939, in der ein angetrunkener Millionär die vom Regen durchnässte Rogers auffordert: „Why don't you step out of those wet clothes and into a dry Martini?“, und Primrose Path, der 1940 in seiner Schilderung von Prostitution und häuslicher Gewalt bis an die Grenzen des seinerzeit von der Zensur Erlaubten ging.
Die 1940er-Jahre waren für La Cava von privaten Problemen geprägt, darunter Depressionen und Alkoholismus, die sich auch auf das Berufliche auswirkten. 1941 und 1942 drehte bei Universal mit Irene Dunne zwei erfolglose Filme, Unfinished Business und Lady in a Jam. Danach zog er sich für einige Jahre völlig aus dem Filmgeschäft zurück. Sein Comeback-Versuch und zugleich letzter Film Liebe auf den zweiten Blick mit Gene Kelly, für dessen Dreh er 1947 über zehn Monate brauchte, erwies sich als Flop. Im Anschluss begann La Cava an dem Film Venus macht Seitensprünge zu arbeiten. Als Produzentin Mary Pickford jedoch entdeckte, dass er kein vollständiges Drehbuch vorweisen konnte, ersetzte sie ihn durch Regisseur William A. Seiter. In seinem Buch People Will Talk aus dem Jahr 1985 hat der Filmhistoriker John Kobal ein Interview mit dem Schauspieler Joel McCrea aufgenommen, in dem dieser in großer Offenheit über seine Freundschaft zu La Cava und über dessen private Probleme sprach.
Insgesamt hatte La Cava in seiner Karriere über 170 Filme als Regisseur gedreht, den Großteil davon bereits während der Stummfilmära.
Gregory La Cava war zweimal verheiratet: Seine erste Ehe mit Beryl Morse Greene zwischen 1924 und 1930 endete in Scheidung, ebenso seine zweite Ehe mit Grace Hoyt Garland zwischen 1940 und 1945. Aus der ersten Ehe mit Greene hatte La Cava einen Sohn. Er starb 1952, einige Tage vor seinem 60. Geburtstag, an einem Herzinfarkt. Seine Asche ist neben der seiner Mutter im Chapel of the Pines Crematory in Los Angeles beigesetzt.

## Stil und Arbeitsweise
Der amerikanische Filmhistoriker Gary Morris plädierte 2004 im Bright Lights Film Journal für eine Wiederentdeckung La Cavas, der von den „Meistern“ des Hollywood-Films der 1930er-Jahre heute der unbekannteste sei. La Cavas Persönlichkeit wie auch seine Arbeitsmethoden galten als unkonventionell, weshalb er nach Streitereien regelmäßig das Filmstudio wechseln musste. Dabei arbeitete La Cava auch ungenannt an den Drehbüchern vieler seiner Filme mit und sorgte immer wieder für Textüberarbeitungen. Der Produzent Pandro S. Berman erinnerte sich etwa, dass La Cava bei Bühneneingang oft noch die Drehbücher für den nächsten Tag komplett umschrieb und die Dreharbeiten ein Chaos waren, La Cavas Ergebnisse dann aber gut gewesen seien. Schauspieler schätzten oft La Cavas Vorliebe für spontane Improvisation und überlappende Dialoge, die seine Filme lebhaft machten.

## Auszeichnungen
La Cava wurde zweimal für einen Oscar in der Kategorie Beste Regie nominiert: 1936 für Mein Mann Godfrey sowie 1937 für Bühneneingang. Während er bei den Oscarverleihungen jeweils leer ausging, konnte er bei den New York Film Critics Circle Award 1937 den Preis als Bester Regisseur für Bühneneingang gewinnen. Für seine Filmarbeit besitzt er einen Stern auf dem Hollywood Walk of Fame.

## Filmografie (Auswahl)
- 1927: Don Alonzo, der Rächer (The Gay Defender)
- 1929: Saturday’s Children
- 1931: Smart Woman
- 1932: The Half Naked Truth
- 1932: The Age of Consent
- 1932: Symphony of Six Million
- 1933: Bed of Roses
- 1933: Zwischen heut und morgen (Gabriel Over the White House)
- 1934: Alles liebt, alles lügt (The Affairs of Cellini)
- 1935: Sie heiratet den Chef (She Married Her Boss)
- 1935: Oberarzt Dr. Monet (Private Worlds)
- 1936: Mein Mann Godfrey (My Man Godfrey)
- 1937: Bühneneingang (Stage Door)
- 1939: 5th Avenue Girl
- 1940: Primrose Path
- 1941: Unfinished Business
- 1942: Lady in a Jam
- 1947: Liebe auf den zweiten Blick (Living in a Big Way)
- 1948: Venus macht Seitensprünge (One Touch of Venus, ungenannt)